# 大韦尔利
大韦尔利（法語：Grand-Verly，法語發音：[ɡʁɑ̃ vɛʁli]）是法国上法蘭西大區埃纳省的一个市镇，与小韦尔利相邻，属于韦尔万区。

## 地理
大韦尔利（49°56'17"N, 3°35'4"E）面积3.8 平方千米，位于法国上法蘭西大區埃纳省，该省份为法国北部内陆省份，北起北部省，西接索姆省和瓦兹省，东临阿登省和马恩省，西南至塞纳-马恩省，东北部与比利时接壤。
与大韦尔利接壤的市镇（或旧市镇、城区）包括：莱基耶勒圣日耳曼、蒂皮尼、瓦当库尔、小韦尔利。

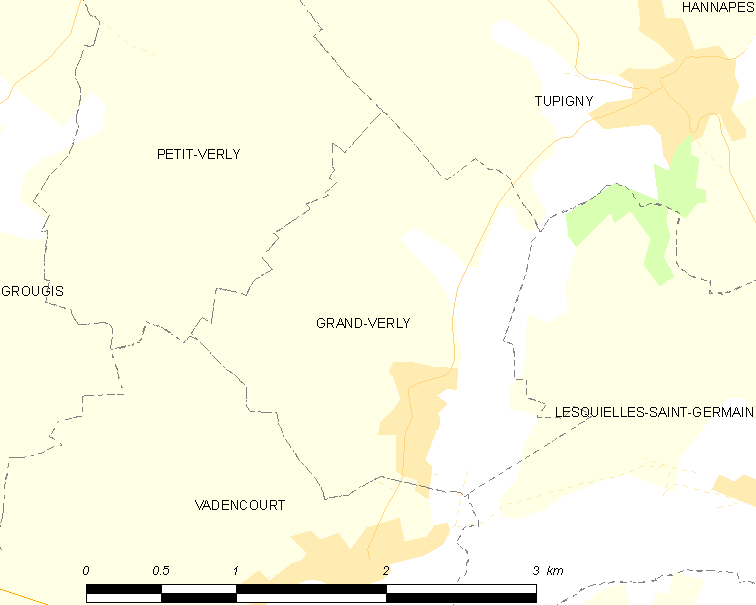
大韦尔利的OSM定位图

大韦尔利的时区为UTC+01:00、UTC+02:00（夏令时）。

## 行政
大韦尔利的邮政编码为02120，INSEE市镇编码为02783。

## 政治
大韦尔利所属的省级选区为吉斯县。

## 人口

1962-2008年间大韦尔利人口变化图示

大韦尔利于2022年1月1日时的人口数量为134人。